# Poule-les-Écharmeaux
Poule-les-Écharmeaux är en kommun i departementet Rhône i regionen Auvergne-Rhône-Alpes i östra Frankrike. Kommunen ligger i kantonen Lamure-sur-Azergues som tillhör arrondissementet Villefranche-sur-Saône. År 2022 hade Poule-les-Écharmeaux 1 027 invånare.

## Befolkningsutveckling
Antalet invånare i kommunen Poule-les-Écharmeaux
| Referens: INSEE |